# Barbus usambarae
Barbus usambarae là một loài cá vây tia thuộc họ Cyprinidae.
Loài này chỉ có ở Tanzania.
Môi trường sống tự nhiên của chúng là đầm nước ngọt.